# Киевское общество естествоиспытателей
Киевское общество естествоиспытателей (Киевское Общество исследователей природы) — организация ученых и любителей естественных наук, действовавшая в Киеве в 1869—1930 годах.
Общество объединяло учёных, проводило слушания научных докладов, организовывало научно-популярные лекции, издавало Записки Киевского общества естествоиспытателей и другие публикации, способствовало исследованию природы.

## История основания
Согласно Университетскому уставу Российской империи 1863 года университеты должны были способствовать развитию науки путем образования научных обществ. Одним из первых обществ, которое было организовано при Киевском университете, стало общество естествоиспытателей. Оно было организовано 28 февраля 1869 года по инициативе 22 преподавателей университета. В числе учредителей был бывший профессор Киевского университета Карл Кесслер, инициатор создания обществ естествоиспытателей во всей Российской империи, председатель Первого всероссийского съезда естествоиспытателей в 1868 году и основатель аналогичного Петербургского общества. Также активистами идеи основания общества были профессор зоологии, эмбриолог Александр Ковалевский и профессор химии Петр Алексеев.

## Деятельность
Задачей общества было исследование природы Киевского учебного округа, к которому принадлежали Волынская, Подольская, Киевская, Черниговская и Полтавская губернии.

### Зоология и ботаника
В области исследований флоры и фауны члены общества сосредоточились на исследованиях биоты Волынской, Подольской, Киевской, Черниговской, Полтавской губерний. Исследования вели Иосиф Пачоский, Панас Рогович, Иван Шмальгаузен и другие. А. С. Рогович в 1870 году исследовал флору и географию Днепра и его берегов на расстоянии от Киева до Херсона, Иван Шмальгаузен изучал флору Подолья в 1882—1883 годах. Морскую фауну Черного и Азовского моря изучали Николай Бобрецкий (в 1869 и 1879 годах) и Василий Совинский (в 1879 и 1882 годах). Ботаник Владимир Липский осуществлял экспедиции в Подолье, Крым, Кавказ, Среднюю Азию.
Ряд исследований членов Общества касались и территорий, далеких от Украины. В частности О. О. Коротнев в 1871 году исследовал озеро Байкал.
В начале XX века по инициативе членов общества в Киевской губернии распространялось шелководство.

## Финансирование
В соответствии с университетским уставом 1863 года научные общества при университетах финансировались государством из расчета 2500 рублей на год. Также собирались членские взносы в размере 3 рубля в год, причем за первый год при вступлении новый член платил 5 рублей. Принимались пожертвования от меценатов, продавались печатные издания. Для заседаний общества (от 6 до 11 в год) всегда выделялись помещения Киевского университета. Для издания указателя русских научных изданий с 1900 государство выделяло дополнительно около 2000 рублей в год.
Общие расходы общества составляли в среднем 3165 рублей в год. Средства тратились на научные экспедиции («научные экскурсии») в общем до 1000 рублей в год. Также общество финансово поддерживало отдельных исследователей и учреждения.
После 1917 года финансирование общества прекратилось. Членские взносы также начали поступать лишь в 1924 году, причем из-за затруднительного положения членов общества в 1924—1925 году взносы по 3 рубля оплатили только 33 члена. В конце 1925 года отдел науки Наркомата просвещения УССР выделил обществу 150 рублей.

## Члены общества
В составе общества в начале традиционно работали ученые из биологических дисциплин (зоологии, ботаники, физиологии, позднее генетики), физики, математики, химики, геологи, астрономы, медики, антропологи и другие. Много было и любителей естествознания. В 1889 году отделилось Киевское физико-математическое общество, в которое вошли физики и математики. В 1907 году от общества отделился химический кружок, который с 1910 года превратился в Киевское физико-химическое общество.
Члены общества делились на действительных, почетных и членов-сотрудников. В разные годы членство в обществе имели 100—250 человек.
- В 1874 году в обществе было 106 человек.
- В 1883 году общество насчитывало 100 членов (10 почетных, 83 действительных и 7 членов-сотрудников).
- В 1892 году в общество входило 164 члена (13 почетных, 143 действительных и 8 членов-сотрудников).
- С 1 января 1905 года общество имело 249 членов (26 почетных, 213 действительных и 10 членов-сотрудников).
- На 1 января 1926 года общество имело 133 члена (9 почетных, 124 действительных)[4].

Почётные члены: Тутковский, Павел Аполлонович (с 1883), Андрусов, Николай Иванович (с 1905).

### Руководство
Президенты общества по году избрания:
- 1869 — Борщов, Илья Григорьевич, биолог
- 1870 — Хржонщевский, Никанор Адамович, медик
- 1872 — Ковалевский, Александр Онуфриевич, биолог
- 1874 — Бунге, Николай Андреевич, химик
- 1876 — Феофилактов, Константин Матвеевич, химик
- 18?? — Авенариус, Михаил Петрович, физик
- 18?? — Армашевский, Пётр Яковлевич, геолог
- 1898 — Бобрецкий, Николай Васильевич, биолог
- 19?? — Совинский, Василий Карлович, биолог
- 1906 — Армашевский, Пётр Яковлевич, геолог
- 1909 — Андрусов, Николай Иванович, геолог
- 1913 — Навашин, Сергей Гаврилович, биолог
- 19?? — Лучицкий, Владимир Иванович, геолог
- 1926 — Шмальгаузен, Иван Иванович, биолог

## Издание общества
Общество издавало несколько серий трудов. Основным изданием были «Записки Киевского общества естествоиспытателей», в котором вышло 27 томов на русском языке в 1870—1917 годы. Издание было возобновлено на украинском языке в 1926—1928 годах, вышло 3 выпуска.
В 1921—1927 годах выходил также «Сборник научных трудов Киевского общества естествоиспытателей».
Важным библиографическим источником был ежегодный «Указатель русской литературы по математике, чистым и прикладным естественным наукам, медицине и ветеринарии», который систематизировал всю научную литературу, изданную в Российской империи за указанный год. «Указатель…» выходил в 1873—1894 годах, а также после перерыва в 1901—1913. Редакторами издания были профессоры Николай Бунге, а с 1890 года — Василий Совинский.
Общество издало геологические карты Киева и Киевской губернии.

## Библиотека общества
Библиотека общества собиралась в отдельном помещении Киевского университета на улице Владимирской 51. По состоянию на 1926 год она содержала свыше 7000 томов книг и более 800 научных журналов, которые закупались или обменивались на издания самого общества. Существовала подписка на 75 российских, польских и французских периодических изданий. В 1925 году руководство Киевского института народного образования, которому принадлежало помещение, постановило выселить библиотеку. В октябре 1926 года по ходатайству президента общества Ивана Шмальгаузена и секретаря Николая Воскресенского был подписан договор о переносе книг и журналов в отдельный фонд Всенародной библиотеки УССР, которая находилась на бульваре Шевченко 14, где она и осталась после ликвидации общества в 1929 году.